# Cao Guojiu

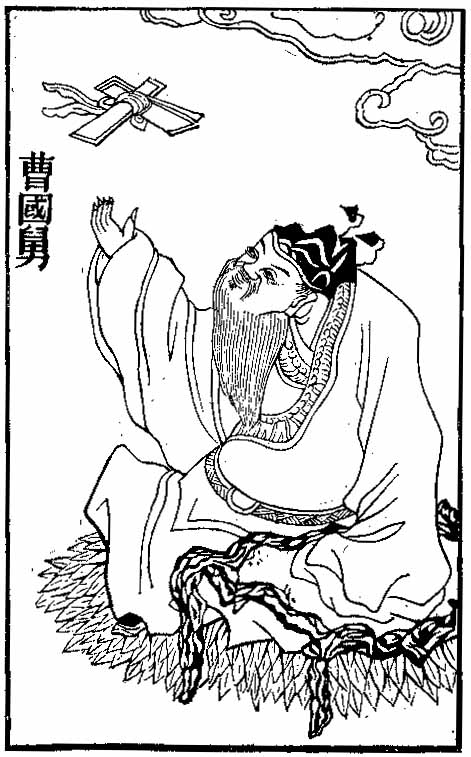
Cao Guojiu.

Cao Guojiu (chino simplificado: 曹国舅, chino tradicional: 曹國舅, pinyin: Cáo Guójiù, Wade-Giles: Ts'ao Kuo-ch'iu, "el tío real -hermano menor de la madre- Cao") es una deidad taoísta de la mitología china que forma parte del grupo de los ocho inmortales. Se dice que era tío de un emperador de la dinastía Song y hermano menor de la madre de éste, la emperatriz viuda Cao (曹太后, 曹太後, Cáo Tàihòu).
También se le conoce por los nombres de Cao Yi (曹佾, Cáo Yì) -nombre de cortesía: Gongbo (公伯, Gōng bó, "tío del emperador")-, Cao Jing (曹景 Cáo Jǐng), Cao Jingxiu (曹景休, Cáo Jǐngxiū) y Cao You (曹友, Cáo Yǒu).

## Sobre la existencia histórica de Cao Guojiu
Según los registros históricos, hubo varias emperatrices consortes llamadas Cao durante la dinastía Song, pero solo una llegó a ser emperatriz, Ci Sheng Guang Xian (慈聖光獻皇后, Cí Shèng Guāng Xiàn huánghoù, 1015 - 1079), mujer del quinto emperador Song, Renzong (仁宗), pero ninguno de sus hijos llegó a ser emperador.
Sin embargo, esto no niega la existencia histórica de Cao Guojiu, ya que en la China antigua, el término jiu también podía significar "cuñado". La emperatriz Ci Sheng Guang Xian tuvo un hermano menor llamado Cao Yi, pero no se sabe si pudo ser Cao Guojiu.

## Vida de Cao Guojiu
Cao Guojiu tenía un hermano menor llamado Cao Jingzhi (曹景植, Cáo Jǐngzhí) que asesinó a un hombre. Nadie se atrevió a acusarle debido a su relación con la reina y Cao Guojiu acabó sintiéndose tan abrumado por la tristeza que renunció a su trabajo y dejó su hogar, ocultándose en una cueva donde se dedicó a la meditación y al estudio del Tao. Allí vestía ropas rústicas y una gorra hecha de paja, llegando a permanecer en ocasiones hasta diez días seguidos sin comer.
En una ocasión se encontró con dos inmortales que le dijeron que habían oído que se dedicaba al cultivo y que le preguntaron qué es lo que cultivaba. Él respondió que cultivaba el Tao. Le preguntaron de nuevo que dónde estaba el Tao y él señaló hacia el cielo. Volvieron a preguntarle que dónde estaba el cielo y él señaló a su propio corazón. Los inmortales, riendo, comentaron "tu corazón es uno con el cielo y el cielo es uno con el Tao. Desde luego has llegado a un profundo conocimiento". Entonces compartieron con él el secreto para volver a la perfecta armonía con la naturaleza y le persuadieron para que se uniera a los inmortales.
También se dice que descubrió el secreto de la inmortalidad en un pergamino que halló en una caja de jade dentro de una cueva. Mientras lo recitaba, la cueva se llenó de luz y apareció una cigüeña que lo llevó a la tierra de los inmortales.

## Iconografía
Cao Guojiu es representado como un anciano con barba y la vestimenta oficial de la corte. Sus emblemas son una tablilla de jade y un sonajero. Es el santo patrón del teatro.